# شيس بيتس
شيس بيتس (بالإنجليزية: Chic Bates)‏ هو لاعب كرة قدم بريطاني في مركز الهجوم، ولد في 28 نوفمبر 1949 في وست بروميتش في المملكة المتحدة. لعب مع سويندون تاون وشروزبري تاون ونادي بريستول روفيرز ونادي ستوربريدج.

## وصلات خارجية
- شيس بيتس على موقع Soccerbase.com (مدرب) (الإنجليزية)